# Party Favor
«Party Favor» (стилизовано под строчные буквы) — песня американской певицы Билли Айлиш с её дебютного мини-альбома Don’t Smile at Me (2017). Она была написана Айлиш и её братом Финнеасом О'Коннеллом, который также и продюсирован песню.
«Party Favor» была сертифицирована золотой в Канаде и США.

## Предыстория и музыка
Песня была впервые выпущена на дебютном мини-альбоме Айлиш Don’t Smile at Me 11 августа 2017 года. Акустическая версия «Party Favor» была выпущена в качестве сингла на эксклюзивном розовом 7-дюймовом виниле в апреле 2018 года, а также кавер-версия песни Дрейка «Hotline Bling» на стороне «Б».
«Party Favor» исполняется в тональности до мажор, в то время как вокал Айлиш охватывает диапазон от A3 до A4. Это единственная песня в мини-альбоме, где Айлиш играет на укулеле.

## Сертификации
| Регион                                                                      | Сертификация | Продажи |
| --------------------------------------------------------------------------- | ------------ | ------- |
| Канада (Music Canada)                                                       | Золотой      | 40 000  |
| США (RIAA)                                                                  | Золотой      | 500 000 |
| Данные о продажах + прослушиваниях приведены только на основе сертификации. |              |         |

## История релиза
| Страна | Дата           | Формат           | Ист.  |
| ------ | -------------- | ---------------- | ----- |
| США    | 24 апреля 2018 | 7-дюймовый винил | [ 6 ] |